# Temporada 1986-1987 de la Unió Esportiva Sant Andreu
Dades de la Temporada 1986-1987 de la UE Sant Andreu.

## Partits

### Lliga (Tercera)
- Tercera divisió, grup 5è: vintena i última posició. Disputa la promoció de permanència a Tercera.

#### Primera volta
| 31 d'agost de 1986 | UDA Gramenet | 4:1 | UE Sant Andreu |                                      |  |
|                    |              |     |                | El Fondo, Santa Coloma de Gramenet · |  |

| 7 de setembre de 1986 | UE Sant Andreu | 0:3 | CF Reus Deportiu |                            |  |
|                       |                |     |                  | Narcís Sala, Sant Andreu · |  |

| 14 de setembre de 1986 | CD Banyoles | 2:1 | UE Sant Andreu |                      |  |
|                        |             |     |                | L'Estany, Banyoles · |  |

| 21 de setembre de 1986 | UE Sant Andreu | 2:2 | AEC Manlleu |                            |  |
|                        |                |     |             | Narcís Sala, Sant Andreu · |  |

| 28 de setembre de 1986 | CE L'Hospitalet | 3:2 | UE Sant Andreu |                                        |  |
|                        |                 |     |                | Municipal, L'Hospitalet de Llobregat · |  |

| 5 d'octubre de 1986 | UE Sant Andreu | 2:1 | CFJ Mollerussa |                            |  |
|                     |                |     |                | Narcís Sala, Sant Andreu · |  |

| 12 d'octubre de 1986 | CF Igualada | 0:1 | UE Sant Andreu |                       |  |
|                      |             |     |                | Les Comes, Igualada · |  |

| 19 d'octubre de 1986 | UE Sant Andreu | 1:1 | Girona FC |                            |  |
|                      |                |     |           | Narcís Sala, Sant Andreu · |  |

| 26 d'octubre de 1986 | AE Prat | 2:0 | UE Sant Andreu |                                          |  |
|                      |         |     |                | Fondo d'en Peixo, El Prat de Llobregat · |  |

| 2 de novembre de 1986 | UE Sant Andreu | 2:4 | CF Lloret |                            |  |
|                       |                |     |           | Narcís Sala, Sant Andreu · |  |

| 9 de novembre de 1986 | UE Sant Andreu | 0:1 | Nàstic de Tarragona |                            |  |
|                       |                |     |                     | Narcís Sala, Sant Andreu · |  |

| 16 de novembre de 1986 | Terrassa FC | 2:0 | UE Sant Andreu |                       |  |
|                        |             |     |                | Municipal, Terrassa · |  |

| 23 de novembre de 1986 | UE Sant Andreu | 3:2 | UE Vic |                            |  |
|                        |                |     |        | Narcís Sala, Sant Andreu · |  |

| 30 de novembre de 1986 | CD Blanes | 2:0 | UE Sant Andreu |                    |  |
|                        |           |     |                | Els Pins, Blanes · |  |

| 7 de desembre de 1986 | UE Sant Andreu | 0:0 | Barcelona Aficionats |                            |  |
|                       |                |     |                      | Narcís Sala, Sant Andreu · |  |

| 14 de desembre de 1986 | CE Manresa | 0:0 | UE Sant Andreu |                        |  |
|                        |            |     |                | Nou Congost, Manresa · |  |

| 21 de desembre de 1986 | UE Sant Andreu | 0:3 | EC Granollers |                            |  |
|                        |                |     |               | Narcís Sala, Sant Andreu · |  |

| 28 de desembre de 1986 | FC Andorra | 3:0 | UE Sant Andreu |                             |  |
|                        |            |     |                | Comunal, Andorra la Vella · |  |

| 4 de gener de 1987 | UE Sant Andreu | 0:2 | CE Júpiter |                            |  |
|                    |                |     |            | Narcís Sala, Sant Andreu · |  |

#### Segona volta
| 11 de gener de 1987 | UE Sant Andreu | 0:3 | UDA Gramenet |                            |  |
|                     |                |     |              | Narcís Sala, Sant Andreu · |  |

| 18 de gener de 1987 | CF Reus Deportiu | 1:0 | UE Sant Andreu |                       |  |
|                     |                  |     |                | Nou Municipal, Reus · |  |

| 25 de gener de 1987 | UE Sant Andreu | 0:1 | CD Banyoles |                            |  |
|                     |                |     |             | Narcís Sala, Sant Andreu · |  |

| 1 de febrer de 1987 | AEC Manlleu | 4:0 | UE Sant Andreu |                      |  |
|                     |             |     |                | Municipal, Manlleu · |  |

| 8 de febrer de 1987 | UE Sant Andreu | 1:3 | CE L'Hospitalet |                            |  |
|                     |                |     |                 | Narcís Sala, Sant Andreu · |  |

| 15 de febrer de 1987 | CFJ Mollerussa | 1:1 | UE Sant Andreu |                         |  |
|                      |                |     |                | Municipal, Mollerussa · |  |

| 22 de febrer de 1987 | UE Sant Andreu | 2:1 | CF Igualada |                            |  |
|                      |                |     |             | Narcís Sala, Sant Andreu · |  |

| 1 de març de 1987 | Girona FC | 1:1 | UE Sant Andreu |                     |  |
|                   |           |     |                | Montilivi, Girona · |  |

| 8 de març de 1987 | UE Sant Andreu | 1:2 | AE Prat |                            |  |
|                   |                |     |         | Narcís Sala, Sant Andreu · |  |

| 15 de març de 1987 | CF Lloret | 4:0 | UE Sant Andreu |                            |  |
|                    |           |     |                | Municipal, Lloret de Mar · |  |

| 22 de març de 1987 | Nàstic de Tarragona | 0:0 | UE Sant Andreu |                         |  |
|                    |                     |     |                | Nou Estadi, Tarragona · |  |

| 29 de març de 1987 | UE Sant Andreu | 1:1 | Terrassa FC |                            |  |
|                    |                |     |             | Narcís Sala, Sant Andreu · |  |

| 5 d'abril de 1987 | UE Vic | 0:0 | UE Sant Andreu |                  |  |
|                   |        |     |                | Municipal, Vic · |  |

| 12 d'abril de 1987 | UE Sant Andreu | 1:3 | CD Blanes |                            |  |
|                    |                |     |           | Narcís Sala, Sant Andreu · |  |

| 18 d'abril de 1987 | Barcelona Aficionats | 4:0 | UE Sant Andreu |                          |  |
|                    |                      |     |                | Mini Estadi, Barcelona · |  |

| 26 d'abril de 1987 | UE Sant Andreu | 0:1 | CE Manresa |                            |  |
|                    |                |     |            | Narcís Sala, Sant Andreu · |  |

| 3 de maig de 1987 | EC Granollers | 1:2 | UE Sant Andreu |                             |  |
|                   |               |     |                | Carrer Girona, Granollers · |  |

| 10 de maig de 1987 | UE Sant Andreu | 2:3 | FC Andorra |                            |  |
|                    |                |     |            | Narcís Sala, Sant Andreu · |  |

| 17 de maig de 1987 | CE Júpiter | 4:2 | UE Sant Andreu |                                        |  |
|                    |            |     |                | La Verneda, Sant Martí de Provençals · |  |

### Promoció de permanència a Tercera
| 6 de juny de 1987 | FC Martinenc | 1:2 | UE Sant Andreu |                                        |  |
|                   |              |     |                | El Guinardó, El Guinardó (Barcelona) · |  |

| 14 de juny de 1987 | UE Sant Andreu | 1:1 | FC Martinenc |                            |  |
|                    |                |     |              | Narcís Sala, Sant Andreu · |  |

El Sant Andreu guanya l'eliminatòria i es manté a Tercera.